# Даніель Ґоен
Даніель Ґоен (15 вересня 1948) — бельгійський велогонщик.
Бронзовий призер Олімпійських Ігор 1968 року на тандемах.
Срібний призер Чемпіонату світу з трекових велоперегонів 1968 року на тандемах, бронзовий призер 1967 року на тандемах.